# Emstek
Emstek là một đô thị ở huyện huyện Cloppenburg, trong bang Niedersachsen, nước Đức. Đô thị Emstek có diện tích 108,13 km². Đô thị này có cự ly khoảng 8 km về phía đông của Cloppenburg.